# 힙스터

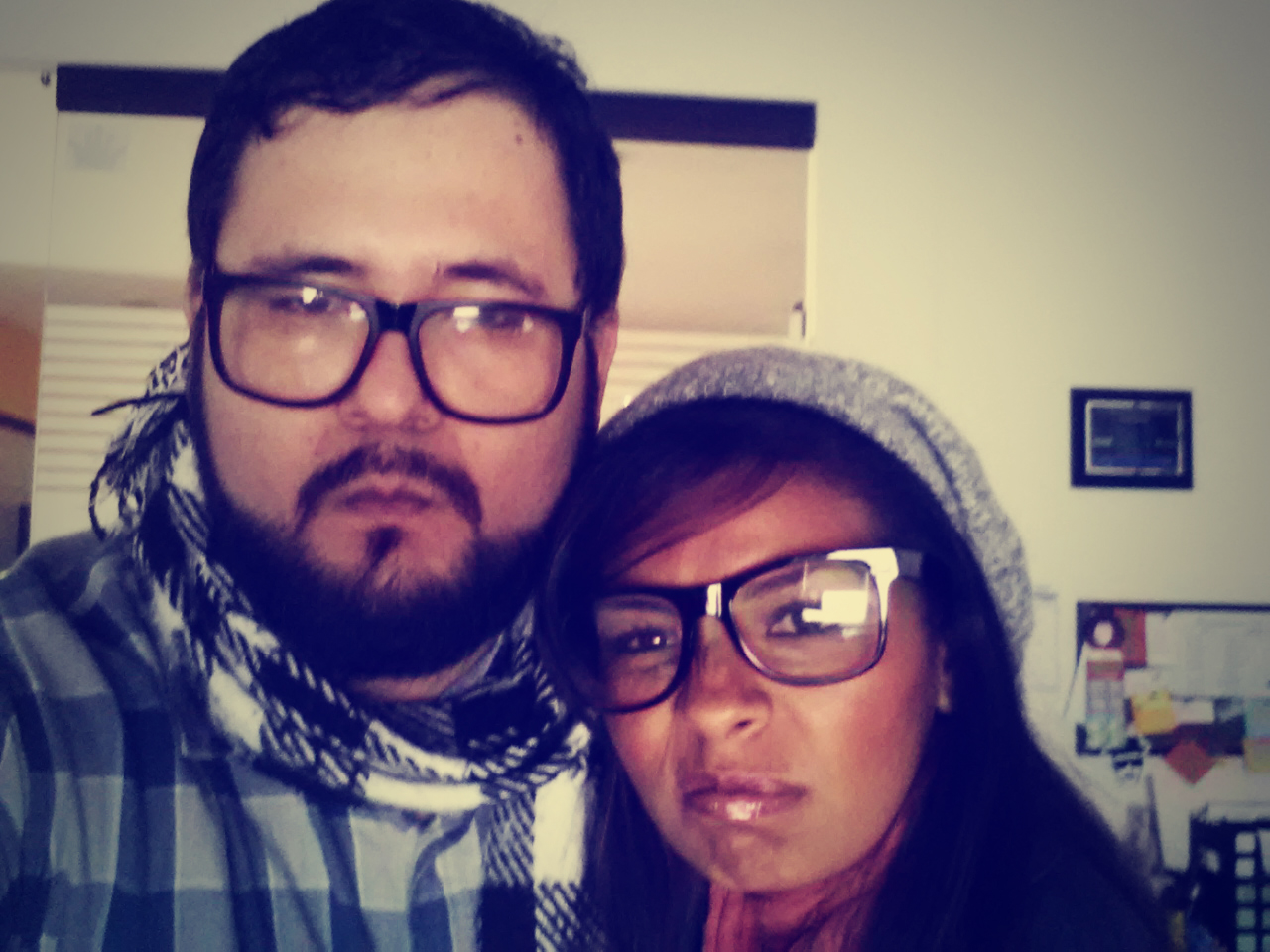

힙스터(영어: hipster)는 아편을 뜻하는 속어 hop에서 진화한 hip, 혹은 hep이라는 말에서 유래했고 1940년대의 재즈광들을 지칭하는 슬랭이었다. 한 세대가 지난 1990년대 이후, 독특한 문화적 코드를 공유하는 젊은이들을 힙스터라고 부르고 있다. 뉴욕 브루클린의 윌리암스버그(Williamsburg), 시카고의 위커 파크(Wicker Park) 그리고 샌프란시스코의 미션지구(Mission District)에 많은 수의 힙스터들이 거주하고 있다.
힙 스터의 하위 문화는 진부에 주로 거주하는 젊은 성인으로 구성되어 스마트 성장 및 젠트리피케이션.
힙스터는 2, 30 대의 독립적인 생각과 반문화성, 일반적으로 비건, 평화를 하고 녹색 정치적 견해, 자연친화, 잘 알려지지 않은 음악과 예술, 지식 그리고 위트를 가치있게 여기는 사람들을 일컫는다.
힙스터 문화를 상징하는 아이콘으로는 쫄청바지, 무기어 자전거, 담배, 질좋은 차와 커피, 크래프트 맥주, 대체 음악, 인디 음악, 독립 영화 등이 있다.
힙스터들이 추구하는 멋은 ‘노력하지 않은 멋’이다. 다듬지 않은 머리카락, 깎지 않은 수염, 뿔테 안경, 딱 붙는 하의, 늘어난 상의, 빛바랜 체크무의 셔츠와 같이 소탈한 맵시를 중시한다.
It is common to see hipsters in long beards and plastic glasses.
씻지 않은 듯한 모습과 몸에 새긴 문신, 애플이나 친환경 제품을 사용하는 것이 특징이다.
그들 가운데에는 자전거 타기를 즐기는 사람과 채식주의자가 많다. 이 밖에 스케이트를 타는 사람들이 많으며 그 지역의 작은 커피 전문점에서 산 커피 컵을 들고 다니는 모습을 많이 발견할 수 있다.
힙 스터 하위 문화에 의해 가장 잘 알려진 장르는 최소 집, 진정 아웃 음악, 포크 음악, 모던 록, 팝 록, 브릿팝
PBR(Pabst Blue Ribbon)은 그들이 즐겨마시는 맥주 브랜드이다.

## 같이 보기
- 나무꾼